# Dana Glover
Dana Renee Glover (* 14. Oktober 1972 in Rocky Mount, Nash County, North Carolina) ist eine US-amerikanische Popsängerin.

## Biografie
Glover zog im Alter von acht Jahren mit ihren Eltern nach Asheville, North Carolina. Mit 16 ging sie nach Manhattan und wurde Model. Mit 18 entschied sie sich aber für eine Karriere als Sängerin, die sie über Nashville nach Los Angeles führte. 
2001 schrieb sie für den Film Wedding Planner – verliebt, verlobt, verplant den Text zum Song Plan On Forever. Im selben Jahr bekam sie die Gelegenheit, für den Film Shrek das Lied It Is You (I Have Loved) zu singen, mit dem sie international bekannt wurde. 2002 bekam Glover einen Plattenvertrag bei DreamWorks. Hier traf sie auf das ehemalige Mitglied von The Band, Robbie Robertson, der sie in Kontakt mit Produzent Matthew Wilder brachte. Wilder produzierte ihr Debüt-Album Testimony, mit dem sie sich auf Platz 41 der Billboard Top Heatseekers Charts platzieren konnte. 2003 sang sie für den deutschen Film Blueprint das Lied The Truth Lies. 2004 wurde der Song Thinking Over aus dem Album Testimony für den Garry-Marshall-Film Liebe auf Umwegen verwendet. 
2010 war Glover in der siebten Staffel der Fernsehserie Desperate Housewives in einer Folge zu sehen. Als Background-Sängerin war sie an den Alben Old Ideas (2012) und Popular Problems (2014) von Leonard Cohen beteiligt.